# 숀 캐리건

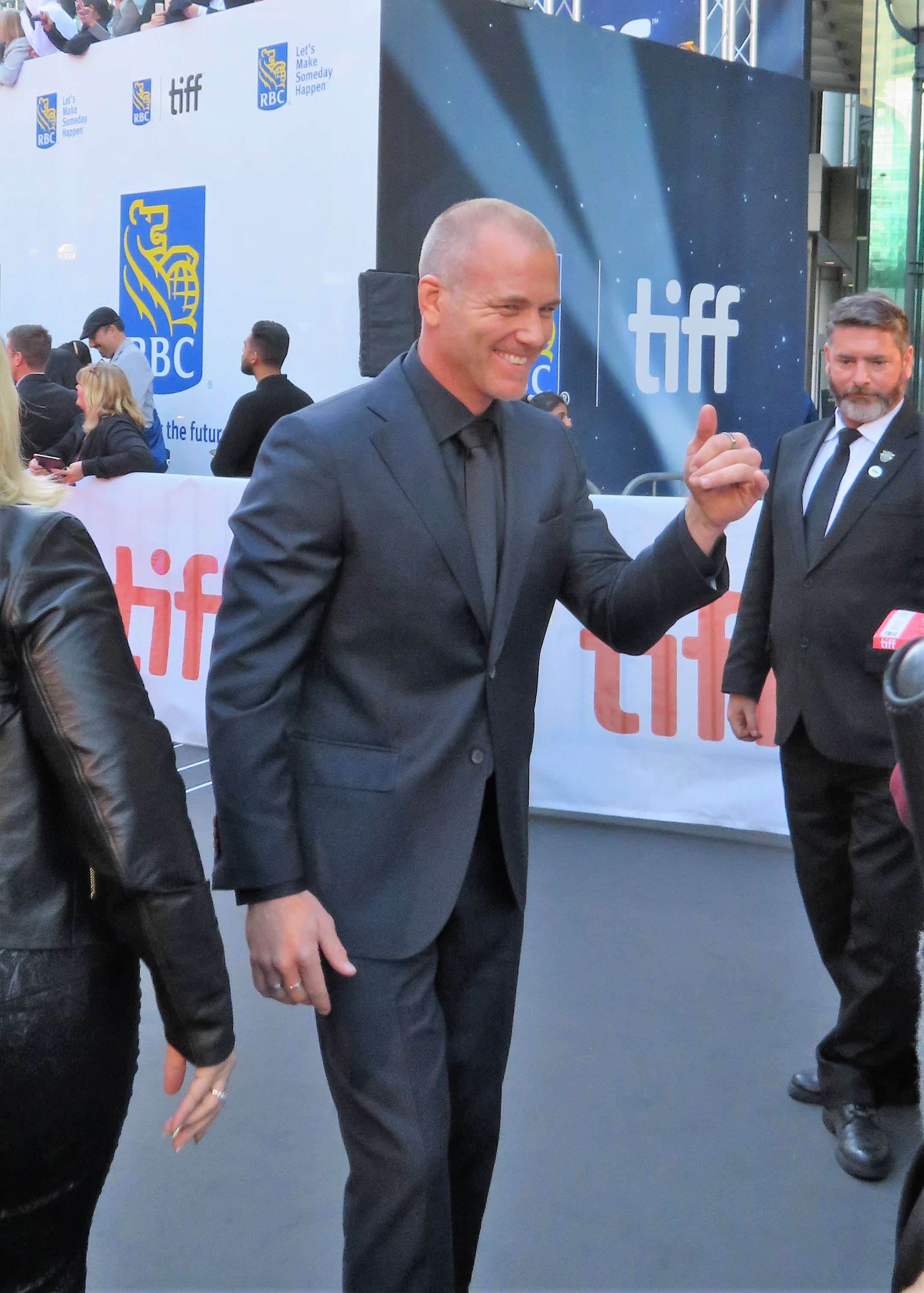

숀 캐리건(Sean Carrigan, 1974년 5월 16일 ~ )은 미국의 배우, 텔레비전 배우, 영화배우이다.
페어팩스에서 태어났다.

## 영화
- 카메라 13 (2015년)
- 스트레인즐리 인 러브 (2014년)
- 더 싱글 맘스 클럽 (2014년) - 토니 역
- 타임 투 러브 (2014년) - 배우 역
- 애버리지 파티 (2013년) - 네이보 짐 역
- 티미 멀둔 앤 더 서치 포 더 섀도우아이즈 반딧 (2013년) - 맥클러스키 역
- 익스트림리 다크 나이트 (2012년) - 크룩 역
- 보트 포 톰 코리건 (2012년) - 톰 코리건 역
- 라스트 워즈 (2011년) - 아담스 역
- 샤크 풀 (2011년) - 브로디 역
- 더 게임즈 (2004년) - 소니 역